# Estat del benestar
L'estat del benestar és un gran conjunt de polítiques consistents en la implantació, amb caràcter universal, de serveis públics i socials que no són rendibles en l'àmbit econòmic per al sector privat. Aquests serveis tenen com a finalitat maximitzar el benefici social, garantir unes condicions de vida adequades a la població (ensenyament, sanitat...) i evitar que les persones quedin desemparades en determinades circumstàncies de caràcter problemàtic (jubilació, malaltia, incapacitat...). L'estat garanteix l'accés més o menys universal a aquests serveis. Sol finançar-se a través dels impostos directes progressius per tal de contribuir a una veritable redistribució de la riquesa.
El capitalisme, qüestionat en el període d'entreguerres, va sortir reforçat després de la Segona Guerra Mundial amb la intensificació del paper dels governs dels estats per corregir les errades del mercat, amb la consolidació de l'Estat del Benestar. El sistema liberal del segle xix es va substituir per economies mixtes, on l'Estat tenia un protagonisme destacat junt amb el mercat, tot respectant la propietat privada.
Els principals àmbits d'intervenció han estat l'educació pública, la sanitat, els subsidis de desocupació o de prestacions per persones en situació d'especial desavantatge, així com les pensions. Algunes cobertures com les d'accidents laborals ja s'havien generalitzat anteriorment. A més, l'estat del benestar es va estendre a àmbits com el de l'accés a la cultura: creació de xarxes de biblioteques, suport dels museus, teatres i actes d'àmbit cultural, així com la protecció del medi ambient en benefici de tots els ciutadans.

## Origen i futur
Les desigualtats econòmiques i socials han estat sempre presents en les societats des dels seus orígens. El principi de solidaritat present a les civilitzacions europees, fonamentalment per les arrels cristianes, intentava compensar-ho amb obres de caràcter caritatiu de tipus religiós des de l'edat mitjana fins a l'edat moderna socorrent els menys afavorits. Va ser amb l'inici de la revolució industrial que aquestes compensacions solidàries es van anar convertint en unes cobertures institucionals, mitjançant una fiscalització progressiva que permetés cobertures cada vegada més generalitzades en educació i assistencials.
L’estat del benestar és europeu en el seu origen, com se’l coneix habitualment sorgeix a finals del segle segle xix a Alemanya.
El capitalisme liberal d'aquest període era força inestable socialment i políticament, els governs el van anar transformant amb reformes per assegurar l'estabilitat del sistema. En països industrialitzats com Anglaterra i Alemanya els empresaris van accedir a pagar més impostos i a fer reformes laborals per aconseguir una certa pau social i eficiència econòmica.
Amb la crisi financera global del 2007-2015 molts estats van tenir problemes pressupostaris. Organismes com la Comissió Europea o el Fons Monetari Internacional van exigir reformes per tal de reduir la despesa pública dels serveis socials en nom d'una imprescindible austeritat. Molts observadors ans al contrari van veure en la creixent disparitat entre rics i pobres no solament una injustícia sinó un risc per a la cohesió social. Tot i l'FMI s'adona que l'austeritat crea un problema més gran que el que vol resoldre.

## El model modern
La Segona Guerra Mundial i el període de postguerra van tenir elevades repercussions econòmiques. Els Acords de Bretton Woods (1944) basats en la constitució d'organismes que facilitessin la cooperació internacional, en la diplomàcia (ONU), en el sistema monetari internacional (FMI), en la reconstrucció, desenvolupament econòmic (BIRD) i el comerç internacional (GATT) amb l'aplicació de polítiques macroeconòmiques flexibles (fiscals i monetàries) per estabilitzar les economies i preferència per uns tipus de canvi fixos, però ajustables, van ser efectius i aconseguiren una ràpida recuperació del comerç internacional.
De totes maneres, les variables polítiques van ser determinants per la recuperació econòmica d'Europa. Els Estats Units es van decidir ajudar econòmicament Europa el 1947, quan la crisi econòmica a l'Europa occidental s'havia agreujat i quan s'iniciava la guerra freda, amb el Pla Marshall (1947-1951), amb una injecció de 13.000 milions de dòlars de l'època entre préstecs i donacions per reactivar l'economia i evitar conflictes socials. Amb aquest pla s'acceptava una certa tutela estatunidenca sobre l'economia dels estats que rebien les ajudes i decantar-se cap al capitalisme de mercat, així com l'acceptació d'ingerències polítiques, en tant que l'Europa oriental es va inclinar cap al socialisme d'Estat.
En els anys cinquanta, l’Europa occidental va començar un llarg període de creixement econòmic, amb una millora de la renda per habitant, un increment dels salaris i un baix nivell d'atur. Es van iniciar una modernització de l'aparell productiu i els sectors tradicionals com l’acer i el carbó, van donar pas a les noves indústries: química, automòbil, petroli, amb una progressiva terciarització de la població activa ocupada en l'ensenyament, sanitat, transport i serveis d'oci, turisme.
En aquest període, la creació de la Comunitat Econòmica Europea el 1957, després de la pèrdua de la majoria de les colònies i la dependència comercial i militar dels Estats Units, no va suposar aconseguir una hegemonia política per Europa, en l'àmbit econòmic va ser diferent, ja que l'equilibri entre el liberalisme econòmic i l'estat del benestar, amb un sistema fiscal basat en impostos progressius sobre riquesa i salaris, estimulació de consum va permetre assolir pràcticament la plena ocupació i reduir desigualtats. Es van modernitzar infraestructures, transports i la indústria així com generalitzar els sistemes sanitaris i l'educació i les pensions per la gent gran.
Durant la segona meitat del segle xx, el PIB per càpita es va triplicar. Entre el 1947 i el 1973 el creixement del PIB real va ser notable, posteriorment es va estabilitzar. La qualitat de vida dels europeus va millorar encara més que el PIB per càpita, ja que es van reduir en un terç les hores treballades, augmentant el temps dedicat a l'oci. L'esperança de vida es va allargar, tant per la millor nutrició com per la menor mortalitat ordinària gràcies als avanços en la medicina.
Aquest ràpid creixement econòmic europeu es pot justificar bàsicament per dues causes, per una banda, l'ajuda estatunidenca amb el pla Marshall, amb exportacions de tecnologia i col·laboració entre els governs europeus, per les inversions, canvis estructurals en les economies i pel creixement econòmic internacional, però la convergència a l'Europa capitalista va ser possible pel fet que es disposava d'unes institucions adequades: propietat privada, mercats, patronals ben disposades, sindicats solidaris, bancs industrials i uns governs que van posar a desenvolupar polítiques de consens pròpies de l'estat del benestar compromeses amb el creixement i manteniment de l'ocupació.

## Prestacions
Generalment es poden distingir diversos tipus de prestacions:
- Les prestacions universals, que s'ofereixen a tota la població gratuïtament, i només requereixen que el benefiari les sol·liciti. Per exemple, la sanitat o l'ensenyament obligatori.
- Les prestacions contributives atorgades a persones que han cotitzat a la Seguretat Social durant un període de cotització mínim determinat per la llei. Per exemple, el subsidi d'atur o desocupació, la pensió de jubilació o les pensions de viduïtat o d'orfandat.
- Les prestacions subsidiades, com per exemple l'habitatge social, del qual el beneficiari només paga una part del cost econòmic, segons les seves possibilitats econòmiques.
- Les prestacions socials atorgades a persones que estan sota el llindar de pobresa i tenen recursos escassos o nuls. Exemples són les ajudes que presten els menjadors socials, els salaris socials.

## Diferents models
Hi ha diferents models d'estats del benestar com ara els models nòrdic, anglosaxó, continental i mediterrani.

### Bloc nord-europeu
Bloc nòrdic (Suècia, Finlàndia, Dinamarca i Noruega), també anomenat socialdemòcrata, per la gran força d'aquesta opció política en els governs dels països nòrdics. La tasca d'aquests estats és motivada per objectius igualitaris i redistributius, impulsats a través de polítiques universals. Per a aconseguir aquests objectius la despesa pública i la implicació de l'Estat en tots els camps és força important.

### Bloc continental europeu
Bloc continental (Alemanya, Àustria, Bèlgica, França i Països Baixos): Tot i mantenir un alt nivell de despesa pública, els efectes de l'estat de benestar continental no comporten cap canvi en l'estratificació social. De fet, es tracta d'un sistema reproductor de les desigualtats socials. Les polítiques públiques no són universals sinó selectives i els nivells de cobertura varien, depenent sobretot, de la posició dins el mercat laboral. El principi a garantir no és la igualtat sinó la seguretat davant posicions febles dins el mercat laboral. A Alemanya es va desenvolupar el concepte de «l'economia de mercat social» que vol integrar el millor d'ambdós mons: l'eficiència del mercat lliure, sense caure en el darwinisme anglosaxó i la protecció social justa, sense caure en el totalitarisme comunista.

### Bloc anglosaxó
Irlanda i Regne Unit: També dit liberal, aposta per un estat assistencial, que sigui la darrera xarxa de protecció al ciutadà quan totes les altres fallin. La confiança en les forces de mercat és molt superior a les dels altres models, i es considera que les interferències de l'Estat han de ser mínimes i destinades únicament a corregir les fallides del mercat. Desenvolupen un baix nivell de despesa pública i una cobertura realment baixa en els serveis.

### Bloc mediterrani
Format per Espanya, Itàlia, Grècia i Portugal: Els països del sud d'Europa són el darrer bloc a entrar dins els estudis dels sistemes d'estat de benestar donat que aquest arriba de manera tardana a la zona mediterrània. La presència de dictadures a la segona meitat del segle xx va provocar un desenvolupament mancat d'estructures de benestar, el que donà com a resultat uns sistemes socials basats en les estructures socials i familiars. L'estat té poc poder trencador de les estructures socials. Tot i que a Itàlia la democràcia va arribar molt abans que als altres tres països, la importància de les estructures criminals mafioses que debiliten l'acció estatal i les similituds en l'estructura social (especialment familiar) ens porten a incloure'l dins aquest grup de països. Si s'analitza la despesa pública social per habitant com a indicador del seu desenvolupament, es veu que Espanya, Grècia i Portugal tenen la despesa més baixa de la Unió Europea dels Quinze.